# تحقيق مفوض حطام السفن البريطاني في غرق السفينة تيتانيك

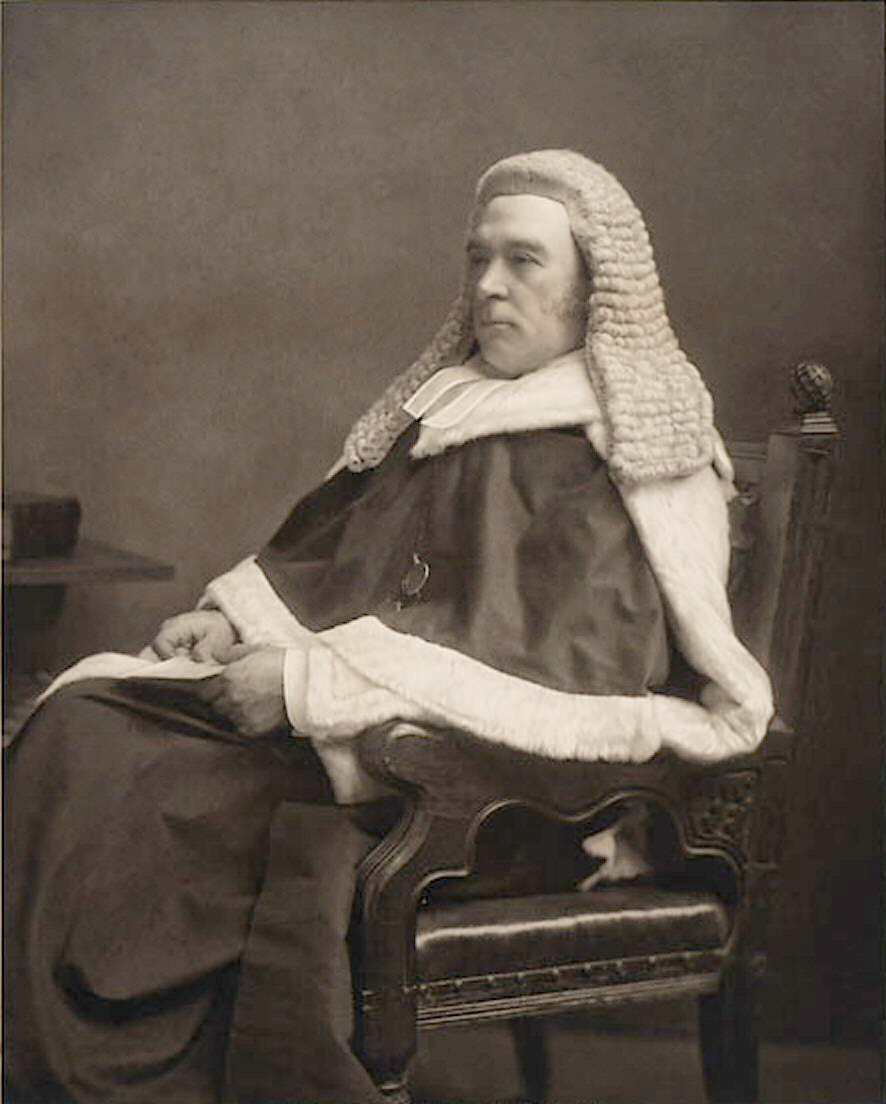
ترأس جون بيغهام، فيكونت ميرسي الأول لجنة التحقيق

أدى غرق سفينة آر إم إس تيتانيك في 15 أبريل 1912 إلى إجراء تحقيق من قِبل مفوض حطام السفن البريطاني (الإنجليزية: British Wreck Commissioner's inquiry into the sinking of the Titanic)نيابةً عن مجلس التجارة البريطاني. أشرف على التحقيق قاضي المحكمة العليا جون بيغهام، الفيكونت الأول ميرسي، وعُقد في لندن من 2 مايو إلى 3 يوليو 1912. عُقدت جلسات الاستماع بشكل رئيسي في قاعة التدريب الاسكتلندية بلندن، في 59 بوابة باكنغهام، لندن SW1.
استغرق التحقيق الرسمي 42 يوم، حيث استجوب اللورد ميرسي ومختلف المستشارين والمقيّمين والخبراء في القانون البحري وهندسة الشحن، مسؤولي شركة وايت ستار لاين، والمسؤولين الحكوميين، والركاب وأفراد الطاقم الناجين، ومن ساهموا في جهود الإنقاذ. وشملت المنظمات التي مثلها المستشارون القانونيون نقابات الشحن والمنظمات الحكومية. أدلى ما يقرب من 100 شاهد بشهاداتهم، وأجابوا على أكثر من 25 ألف سؤال. وأسفر الاستجواب عن تقرير تضمن وصف مفصل للسفينة، وسرد لرحلتها، ووصف للأضرار التي سببها الجبل الجليدي، وسرد لعملية الإخلاء والإنقاذ.
نُشر التقرير النهائي في 30 يوليو 1912. وأدت توصياته، إلى جانب توصيات التحقيق السابق الذي أجراه مجلس الشيوخ الأمريكي في الشهر التالي للغرق، إلى تغييرات في ممارسات السلامة بعد الكارثة.

## خلفية
غرق سفينة آر إم إس تيتانيك وهي سفينة ركاب عابرة للمحيط الأطلسي تابعة لشركة وايت ستار لاين، في الساعات الأولى من يوم 15 أبريل 1912، بينما كانت السفينة في رحلتها الأولى من ساوثهامبتون من المملكة المتحدة، إلى نيويورك في الولايات المتحدة. نتج الغرق عن اصطدامها بجبل جليدي في شمال المحيط الأطلسي على بُعد حوالي 700 ميل بحري شرق هاليفاكس، نوفا سكوشا. لقي أكثر من 1500 راكب وطاقم حتفهم، بينما أنقذت سفينة آر إم إس كارباثيا حوالي 710 ناجين في قوارب النجاة في تيتانيك بعد بضع ساعات. ساد في البداية بعض الالتباس في كل من الولايات المتحدة والمملكة المتحدة بشأن حجم الكارثة، حيث أفادت بعض الصحف في البداية أن السفينة وركابها وطاقمها سالمون. وعند وصول كارباثيا إلى نيويورك، اتضح أن تيتانيك، التي يُقال إنها غير قابلة للغرق، قد غرقت ومات الكثيرون. فُتح تحقيق رسمي في كلا البلدين للتحقيق في ملابسات الكارثة.

## تشكيل اللجنة

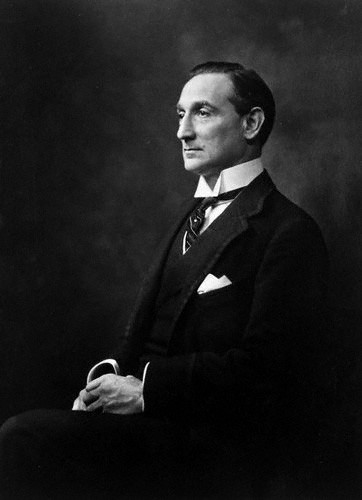
المدعي العام السير روفوس إسحاق

عندما وصلت أنباء الكارثة إلى حكومة المملكة المتحدة، كانت مسؤولية بدء التحقيق تقع على عاتق مجلس التجارة، وهو الجهة المسؤولة عن اللوائح البحرية البريطانية، والذي أصدر مفتشوه شهادة صلاحية تيتانيك للإبحار قبل رحلتها الأولى. في 22 أبريل 1912، طلب سيدني باكستون، رئيس مجلس التجارة، من اللورد لوريبورن، المستشار اللورد، تشكيل لجنة تحقيق. عيّن المستشار اللورد جون بيغهام، فيكونت ميرسي الأول رئيس للتحقيق.
قدّم المدعي العام لإنجلترا وويلز السير روفوس إسحاق، إلى اللجنة قائمة تضم 26 سؤال تتعلق بقضايا مثل بناء سفينة تيتانيك، وكيفية إبحارها، والتحذيرات المتعلقة بالجليد التي تلقّتها قبل اصطدامها بالجبل الجليدي. وأُضيف سؤالٌ آخر بعد بدء التحقيق يتعلق بالدور الذي لعبته إس إس كاليفورنيان، التي كانت بالقرب من تيتانيك ولكنها لم تقدم المساعدة للسفينة الغارقة.

### الاسئلة ال26
| رقم  | ترجمة السؤال |
| ---- | --- |
| 1(a) | ما هو العدد الإجمالي للأفراد العاملين بأي صفة على متنها، وما هي تصنيفاتهم الوظيفية؟ |
| 1(b) | ما هو العدد الكامل لركابها، مميّزًا بين الجنسين والفئات، ومفرقًا بين البالغين والأطفال؟ |
| 2    | هل التزمت «تايتانيك» قبل مغادرتها كوينزتاون في حوالي 11 أبريل الماضي بمتطلبات قوانين الشحن التجاري 1894‑1906 واللوائح ذات الصلة فيما يخص سلامة سفن الركاب والمهاجرين وغيرها؟ |
| 3    | في التصميم والبناء الفعلي لـ«تايتانيك»، ما هي التدابير الخاصة التي تم اتخاذها لحماية السفينة وأرواح من على متنها في حال التصادمات وغيرها من الحوادث؟ |
| 4    | هل كانت «تايتانيك» مزوّدة بضباط وطاقم بشكل كافٍ وفعال؟ هل كانت دوريات الضباط عادية وصحيحة؟ وهل كانت السفينة مزوّدة خرائط ملائمة؟ |
| 5    | كم عدد القوارب بأي نوع كانت على متن «تايتانيك»؟ هل كانت ترتيبات تأمين الطاقم وإطلاق القوارب في حالات الطوارئ ملائمة وكافية؟ هل أُقيمت مناورات بالقوارب على متن السفينة، وإذا كان نعم، فمتى؟ ما كانت القدرة الاستيعابية لكل قارب؟ |
| 6    | ما هي التسهيلات المتوفرة لاستقبال وإرسال الرسائل عبر التلغراف اللاسلكي على متن «تايتانيك»؟ كم عدد المشغّلين الذين وظفوا لتشغيل تلك التسهيلات؟ هل كانت التسهيلات في حالة تشغيل جيدة وفعالة، وهل كان عدد المشغّلين كافياً لتمكين استقبال وإرسال الرسائل بصورة متواصلة ليلاً ونهارًا؟ |
| 7    | عند أو قبل إبحار «تايتانيك»، ما هي التعليمات، إن وُجدت، المتعلقة بالملاحة التي وُجّهت إلى القبطان أو التي كان يعرف أنها تنطبق على رحلتها؟ وهل كانت تلك التعليمات، إن وجدت، آمنة ومناسبة وكافية، بالنظر إلى وقت السنة والمخاطر المحتملة أثناء الرحلة؟ |
| 8    | ما هو المسار الفعلي الذي سلكته «تايتانيك» عند عبورها المحيط الأطلسي؟ هل التزمت بالمسار الذي تتبعه عادة السفن في رحلاتها من المملكة المتحدة إلى نيويورك في شهر أبريل؟ هل تُعد هذه المسارات آمنة في ذلك الوقت من السنة؟ وهل كان للقبطان أي تقدير، وإذا كان كذلك، فما هو، بخصوص اختيار المسار الذي يجب اتباعه؟ |
| 9    | … هل وصلت معلومات إلى «تايتانيك» عبر رسائل لاسلكية أو بإشارات أخرى بشأن وجود جليد في خطوط عرض معينة؟ … هل تم تغيير مسارها بناءً على ذلك؟ … ما الردود التي أرسلتها «تايتانيك» … وفي أي أوقات؟ |
| 10   | … إذا في الأوقات المذكورة … نُذِرَت «تايتانيك» أو كان لديها سبب للاعتقاد بأنها ستواجه الجليد، في أي وقت كان يمكن لها بشكل معقول أن تتوقع مواجهته؟ هل تم الحفاظ على مراقبة جيدة وصحيحة للجليد على متن السفينة؟ هل وُجّهت أية … تعليمات لتغيير السرعة … وهل نُفذت؟ |
| 11   | هل تم تزويد رجال المراقبة بمناظير واستخدموها؟ هل استخدامهم ضروري أو معتاد في مثل هذه الظروف؟ هل كانت لدى «تايتانيك» إمكانية إسقاط كشافات حولها؟ وإذا كان نعم، هل استُخدِمت لاكتشاف الجليد؟ هل كان ينبغي توفير الكشافات واستخدامها؟ |
| 12   | ما الاحتياطات الأخرى التي اتخذتها «تايتانيك» تحسبًا لمواجهة الجليد؟ هل كانت مثل تلك التي تتخذها السفن عادةً عند الإبحار في مياه يُتوقع فيها وجود جليد؟ |
| 13   | هل رُؤي الجليد وأُبلغ عنه من قبل أي شخص على متن «تايتانيك» قبل وقوع الحادث؟ وإذا كان الجواب نعم، ما الإجراءات التي اتخذها الضابط المناوب لتجنّبه؟ هل كانت إجراءات صحيحة وهل نُفذت بسرعة؟ |
| 14   | ما كانت سرعة «تايتانيك» قبل الحادث مباشرة وفي لحظة وقوعه؟ وهل كانت تلك السرعة مفرطة في ظل الظروف؟ |
| 15   | ما طبيعة الحادث الذي وقع لـ«تايتانيك» حوالي الساعة 11:45 مساءً في 14 أبريل الماضي؟ وفي أي خط عرض وخط طول وقع الحادث؟ |
| 16   | ما الإجراءات التي اتُخذت فور وقوع الحادث؟ كم من الوقت استغرق من وقوعه حتى تم إدراك خطورته من قبل المسؤولين عن السفينة؟ ما الإجراءات التي اتخذت بعد ذلك؟ وما الجهود المبذولة لإنقاذ أرواح من على متنها ومنع السفينة من الغرق؟ |
| 17   | هل تم الحفاظ على انضباط مناسب على متن السفينة بعد وقوع الحادث؟ |
| 18   | ما الرسائل المتعلقة بالمساعدة التي أرسلتها «تايتانيك» بعد الحادث وفي أي أوقات على التوالي؟ … ما السفن التي استقبلت تلك الرسائل … ومن أي سفن تلقت الردود؟ ما السفن التي أرسلت أو استقبلت رسائل … مباشرة بعد الحادث … هل مُنعت أي سفن من تقديم المساعدة … بسبب أية رسائل خاطئة …؟ |
| 19   | هل كان جهاز إنزال القوارب على «تايتانيك» وقت وقوع الحادث في حالة تشغيل جيدة؟ هل تم إخراج القوارب وملؤها وإنزالها أو وضعها في الماء بطريقة منظمة؟ هل أُرسلت القوارب وهي بحالة صلاحية بحرية ومؤهّلة بطاقم مناسب ومجهزة ومزودة بالمؤن؟ هل أثبتت القوارب … كفاءتها وقابليتها للعمل لغرض إنقاذ الأرواح؟ |
| 20   | ما عدد: (أ) الركاب، (ب) الطاقم الذين تم نقلهم بواسطة كل قارب عند مغادرة السفينة؟ كيف تم تكوين هذا العدد بالنظر إلى: 1‑ الجنس، 2‑ الفئة، 3‑ التصنيف الوظيفي. كم منهم كانوا أطفالًا وكم كانوا بالغين؟ هل حمل كل قارب طاقته الكاملة، وإذا لم يحدث، فلماذا؟ |
| 21   | كم عدد الأشخاص على متن «تايتانيك» وقت وقوع الحادث الذين تم إنقاذهم في نهاية المطاف، وبأي وسيلة؟ كم عدد الذين فقدوا حياتهم؟ من بين المحرَّرين، كم منهم توفي منذ ذلك الحين؟ ما عدد الركاب المنقذين مميزًا بين الرجال والنساء والبالغين والأطفال من الدرجة الأولى والثانية والثالثة على التوالي؟ ما عدد أفراد الطاقم، مفرّقًا حسب تصنيفاتهم وجنسهم، الذين تم إنقاذهم؟ ما النسبة التي تشكلها هذه الأعداد مقارنة بالإجمالي المقابل على متن السفينة فور الحادث؟ … ما السبب في تلك النسبة غير المتكافئة، إن وجدت؟ |
| 22   | ماذا حدث للسفينة منذ وقوع الحادث وحتى غرقها؟ |
| 23   | أين وفي أي وقت غرقت «تايتانيك»؟ |
| 24   | ما هو سبب فقدان «تايتانيك»، وما سبب خسارة الأرواح التي نتجت عن ذلك؟ هل كان تصميم السفينة وترتيباتها تجعل من الصعب على أي فئة من الركاب أو جزء من الطاقم الاستفادة بشكل كامل من التدابير الأمنية المتوفرة؟ |
| 25   | عندما غادرت «تايتانيك» كوينزتاون في حوالي 11 أبريل الماضي، هل كانت مبنية بشكل صحيح ومجهزة بشكل كافٍ كسفينة ركاب وسفينة مهاجرين لخدمة المحيط الأطلسي؟ |
| 26   | يُدعى القضاء إلى تقديم تقرير بشأن القواعد واللوائح الصادرة بموجب قوانين الشحن التجاري 1894‑1906، وإدارة تلك القوانين واللوائح، بقدر ما يتعلق ذلك بهذا الحادث، وتقديم أية توصيات أو اقتراحات يراها مناسبة، في ضوء ظروف الحادث، بهدف تعزيز سلامة السفن والأشخاص في البحر. |

## الموظفين القانونيين
شمل القائمون على الاستجواب والتمثيل مستشارين قانونيين، ومقيّمين وخبراء في القانون البحري وهندسة الشحن. وكان المقيّمون الخمسة هم: الأميرال البحري سومرست جوف-كالثورب؛ والكابتن إيه. دبليو. كلارك من ترينيتي هاوس؛ والقائد فيتزروي ليون من الاحتياطي البحري الملكي؛ والأستاذ جون هارفارد بايلز، الخبير في الهندسة البحرية بجامعة غلاسكو؛ وإدوارد تشاستون، كبير مهندسي التقييم في الأميرالية.
كما شارك في القضية المدعي العام، السير روفوس إسحاق (كممثل عن مجلس التجارة)، وروبرت فينلي (ممثل عن شركة وايت ستار لاين)، وتوماس سكانلان، وكليمنت إدواردز. وشملت المنظمات الممثلة نقابات الشحن والمنظمات الحكومية. ومثلت شركة هيل ديكنسون للمحاماة البحرية شركة وايت ستار لاين. وشمل المستشارون الآخرون (الذين كان العديد منهم أعضاء في البرلمان أيضًا) هامار جرينوود وهنري ديوك، والمحامي العام جون سيمون (ممثل عن مجلس التجارة أيضًا)، وابن رئيس الوزراء ريموند أسكويث، وسيدني رولات، وإدوارد موريس هيل.
من بين المنظمات التي مثّلها محامون أو راقبوا نيابةً عنها: مجلس التجارة، وشركة وايت ستار لاين، والاتحاد الوطني للبحارة ورجال الإطفاء في بريطانيا العظمى وأيرلندا، وغرفة الشحن في المملكة المتحدة، واتحاد البحارة البريطاني، ونقابة الخدمات التجارية الإمبراطورية، وجمعية مهندسي البحرية، والاتحاد الوطني لمشرفي السفن ، وبناة السفينة، هارلاند آند وولف. أما المنظمات التي راقبت الإجراءات ممثلوها فهي: ألان لاين رويال ميل ستيمرز، وسكك حديد المحيط الهادئ الكندي، ولايلاند لاين.

## الشهادة
A: No.
Q: Are you sure?

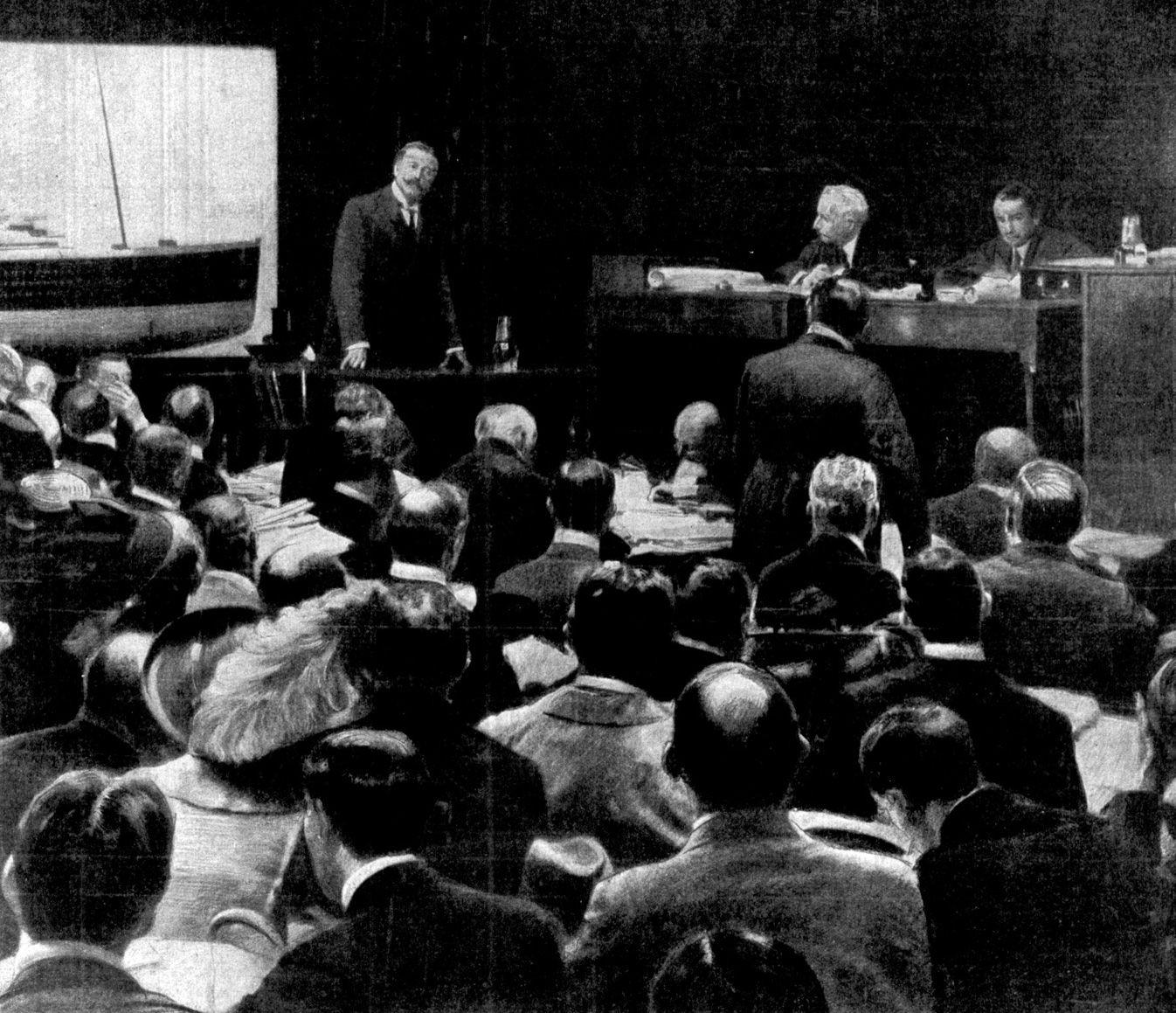
كانت شهادة السير كوزمو داف جوردون بمثابة أبرز ما في التحقيق، حيث جذبت العديد من شخصيات المجتمع

A: I did not think the ship was in distress at the time.
Q: It never occurred to you?
خلال 36 يوم من التحقيقات الرسمية (ممتدة على مدى شهرين)، تم تسجيل شهادات ما يقرب من 100 شاهد في شكل إجابات على أسئلة محددة تم تصميم العملية للإجابة عليها. أدت هذه الأسئلة، إلى جانب الاستجواب المكثف في بعض الأحيان، إلى تسجيل أكثر من 25000 سؤال في سجلات المحكمة الرسمية. بتكلفة بلغت ما يقرب من 20000 جنيه إسترليني ( 1,676,602 جنيه إسترليني بسعر اليوم)، كانت أطول محكمة تحقيق وأكثرها تفصيلاً في التاريخ البريطاني حتى ذلك الوقت. وشمل الشهود الركاب وأفراد الطاقم الناجين، بالإضافة إلى قادة وأفراد طاقم السفن الأخرى في المنطقة المجاورة، وشهود الخبراء، والمسؤولين الحكوميين، ومسؤولي شركة وايت ستار لاين ومصممي السفن.
وشمل أفراد الطاقم الناجين الذين أدلوا بشهاداتهم الضابط الأقدم الناجي تشارلز لايتولر (ضابط ثانٍ على متن تيتانيك )، والمراقب الذي أطلق الإنذار فريدريك فليت، ومشغل اللاسلكي الناجي هارولد برايد،  وخباز السفينة تشارلز جوغين. وشمل أولئك من السفن الأخرى الذين أدلوا بشهاداتهم في جلسات الاستماع هارولد كوتام (مشغل اللاسلكي على متن كارباثيا )، وستانلي لورد (قبطان كاليفورنيان )، وآرثر روسترون (قبطان كارباثيا )، وجوزيف بارلو رانسون (قبطان سفينة آر إم إس بالتك). وشمل الشهود الخبراء جوجليلمو ماركوني (رئيس شركة ماركوني )،  والمستكشف السير إرنست شاكلتون. وشمل آخرون تم استدعاؤهم للإدلاء بشهاداتهم هارولد آرثر ساندرسون، نائب رئيس شركة إنترناشيونال ميركانتيل مارين في المملكة المتحدة، وهو اتحاد الشحن الذي يرأسه جي بي مورجان والذي كان يسيطر على وايت ستار لاين. وشمل مسؤولو وايت ستار لاين الذين أدلوا بشهاداتهم جيه بروس إسماي (رئيس مجلس الإدارة والمدير الإداري)  وتشارلز ألفريد بارتليت (المشرف البحري).  من هارلاند آند وولف، قدم ألكسندر كارلايل (مهندس بحري) الأدلة. كان كارلايل صهر رئيس حوض بناء السفن اللورد بيري، وكان مسؤول في البداية مع بيري عن تصميم سفن فئة أوليمبيك (بما في ذلك تيتانيك ). تقاعد كارلايل عام 1910، ومثل بيري، لم يُسافر في الرحلة الأولى لتيتانيك. كان المصمم الرئيسي على متن السفينة هو توماس أندروز، ابن أخ بيري، الذي غرق مع السفينة. أما الركاب الوحيدون الذين شهدوا، إلى جانب إسماي، فكانوا السير كوزمو داف-جوردون وزوجته لوسي، السيدة داف-جوردون. اعتُبر استجواب طاقم ' كاليفورنيان وعائلة داف-جوردون أبرز أحداث التحقيق. كان فشل سفينة كاليفورنيان في إنقاذ تيتانيك الغارقة، والذي كشف عنه التحقيق الأمريكي، مثيرًا للجدل بالفعل، وازداد الجدل مع شهادة الكابتن لورد وضباطه. تناقضت ادعاءات لورد وتفسيراته مع ضباطه، وصُوِّر من قِبلهم على أنه شخصية مخيفة ومستبدة إلى حد ما. وعلى الرغم من أن لورد ظهر كشاهد فقط ولم يُتهم بارتكاب أي مخالفات، وكما قال أحد مؤرخي كارثة تيتانيك، "فإن الصورة التي رُسمت في أذهان العامة منذ ذلك الحين هي أن ضباط كاليفورنيان يقفون مكتوفي الأيدي على الجسر، مرعوبين تمامًا من قبطانهم لدرجة أنهم يفضلون مشاهدة سفينة أخرى تغرق على المخاطرة بمواجهة غضبه". استقطبت شهادة عائلة داف جوردون، المتهمة بسوء السلوك لمغادرتها تيتانيك على متن قارب نجاة يتسع لأربعين مقعدًا، لكن لا يتجاوز عدد ركابه 12 راكب، أكبر حشود التحقيق. حضر العديد من الشخصيات البارزة في المجتمع، بما في ذلك مارغوت أسكويث، زوجة رئيس الوزراء إتش إتش أسكويث؛ والسفير الروسي في لندن، الكونت ألكسندر فون بيكيندورف؛ والعديد من أعضاء البرلمان، وعدد من الأرستقراطيين.
أُدلي بشهادات تتعلق بالحريق الذي اندلع في مخازن الفحم ' في تيتانيك قبل حوالي عشرة أيام من إبحار السفينة، واستمر لعدة أيام خلال رحلتها الأولى من ساوثهامبتون. ولم يُعرَ الأمر اهتمامًا يُذكر. وقد افترض مؤرخ معاصر (2016) أن الحريق ألحق أضرار بسلامة هيكلي حاجزين وهيكل السفينة؛ وقد عُدّ هذا، إلى جانب سرعة السفينة، من الأسباب المساهمة في الكارثة.

### قائمة الشهود
ضمن سجلات تقرير اللجنة وردت اسما الشهود التي قابت المئة مع تفاصيل عنهم ومن تلك الاسماء:
1. ستانلي آدامز
2. غيرهارد كريستوفر أبفيلد
3. إرنست آرتشر
4. ويليام ديفيد آرتشر
5. جيمس كلايتون بار
6. فريدريك باريت
7. تشارلز ألفريد بارتليت
8. جورج بوشامب
9. جوزيف غروف بوكسهول
10. ألكسندر بويل
11. أندرو بريس
12. هارولد إس. برايد
13. إدوارد براون
14. إدوارد جون بولي
15. إدوين غالتون كانونز
16. ألكسندر مونتغومري كارلايل
17. فرانسيس كاروثرز
18. جورج كافيل
19. السير ألفريد جي. تشالمرز
20. ويليام هنري تشانتلر
21. موريس هارفي كلارك
22. صامويل كولينز
23. هارولد توماس كوتام
24. ألفريد كروفورد
25. توماس باتريك ديلون
26. جون دورانت
27. سيريل إيفانز
28. جون ألكسندر فيرفول
29. فريدريك فليت
30. ريفيرزديل سامبسون فرينش
31. جيمس جيبسون
32. إرنست غيل
33. الليدي لوسيل داف غوردون
34. السير كوزمو داف غوردون
35. تشارلز في. غروفز
36. جون إدوارد هارت
37. جوزيف ماسي هارفي
38. برترام فوكس هايز
39. صامويل هيمينغ
40. سي. هندريكسون
41. روبرت هيكنز
42. السير نورمان هيل
43. جورج ألفريد هوغ
44. ألبرت إدوارد جيمس هورسويل
45. السير والتر جي. هاول
46. جوزيف بروس إسماي
47. آرتشي جي. جويل
48. جيمس جونسون
49. ريتشارد أوين جونز
50. إليزابيث ليذر
51. ريجينالد روبنسون لي
52. تشارلز هربرت لايتولر
53. ستانلي لورد
54. هارولد غودفري لو
55. ويليام لوكاس
56. تشارلز ماكاي
57. غولييلمو ماركوني
58. بول موغ
59. فرانسيس إس. ميلر
60. جيمس هنري مور
61. فرانك هربرت موريس
62. فريدريك باسّو
63. ألفريد بيكوك
64. ألبرت بيرسي
65. ليونارد بسكيت
66. هربرت جون بيتمن
67. جون تي. بوينجدستر
68. جون بريتشارد
69. روبرت بيوسي
70. توماس جي. رانجر
71. جوزيف بارلو رانسن
72. آني روبنسون
73. آرثر هنري روسترون
74. جورج توماس رو
75. صامويل رول
76. هارولد آرثر سانديرسون
77. جوزيف سكاروت
78. فريدريك سكوت
79. ويلفريد سيوارد
80. السير إرنست شاكلتون
81. إيبر شارب
82. فريدريك شيث
83. ألفريد شايرز
84. بنيامين ستيل
85. جورج فريدريك ستيوارت
86. ويليام ستيوارت
87. هربرت ستون
88. جورج سيمونز
89. جيمس تايلور
90. جورج إليوت تيرنبول
91. آرثر إرنست ترايد
92. جوزيف توماس ويت
93. إدوارد وايلدينغ
94. والتر وين
95. ألفريد يونغ
96. هيو يونغ

## التقرير والاستنتاجات
نُشر التقرير النهائي في 30 يوليو 1912. وقد أسفرت أسئلة التحقيق عن وصف مفصل للسفينة، وسرد لرحلتها، ووصف للأضرار التي سببها الجبل الجليدي، وسرد لعملية الإخلاء والإنقاذ. كما خُصص قسم خاص لظروف حادثة كاليفورنيا. توصل التقرير إلى أن غرق تيتانيك كان نتيجة اصطدامها بالجبل الجليدي فقط، وليس بسبب أي عيب جوهري في السفينة، وأن الاصطدام حدث بسبب سرعة عالية وخطيرة في المياه الجليدية:
وبعد أن بحثت المحكمة بعناية في ملابسات الحادث البحري المذكور أعلاه، وجدت، للأسباب الموضحة في الملحق المرفق، أن فقدان السفينة المذكورة كان بسبب الاصطدام بجبل جليدي، نتيجة للسرعة المفرطة التي كانت السفينة تبحر بها.
كما وجدت اللجنة أن نظام المراقبة المُستخدم لم يكن كافيًا بالنظر إلى المخاطر الملاحية التي واجهتها تيتانيك، وأن ضباط السفينة كانوا راضين عن أنفسهم. كان عدد قوارب النجاة المتاحة قليلًا جدًا، ولم تُملأ أو تُجهز ببحارة مدربين بشكل صحيح، على الرغم من إنزالها بشكل صحيح. وخلص التحقيق إلى أن السفينة كاليفورنيان "كان بإمكانها شق طريقها عبر الجليد إلى المياه المفتوحة دون أي خطر جسيم، وبالتالي لجأت إلى مساعدة تيتانيك. لو فعلت ذلك، لربما أنقذت العديد من الأرواح، إن لم يكن جميعها، التي فقدت".  اقترح ممثل مجلس التجارة على اللورد ميرسي إجراء تحقيق رسمي في "كفاءة الكابتن لورد لمواصلة عمله كربان لسفينة بريطانية"، ولكن لم يُتخذ أي إجراء ضده بسبب تعقيدات قانونية. وتعرض مجلس التجارة لانتقادات بسبب لوائحه غير الكافية، ولا سيما عدم ضمان توفير قوارب نجاة كافية وتدريب الأطقم بشكل مناسب على استخدامها. تمت تبرئة عائلة داف-جوردون من ارتكاب أي مخالفات، ولكن تم توضيح أنه كان ينبغي عليهم التصرف بلباقة أكبر. 
على عكس التحقيق الأمريكي، لم يُدن تقرير ميرسي إخفاقات مجلس التجارة، أو شركة وايت لاين، أو قبطان تيتانيك، إدوارد سميث. وخلص التقرير إلى أنه على الرغم من تقصير سميث في عدم تغيير مساره أو إبطاء سرعته، إلا أنه لم يكن مُهملاً، إذ اتبع ممارسات راسخة لم يُثبت سابقًا أنها غير آمنة  (لاحظ التحقيق أن السفن البريطانية وحدها نقلت 3.5 مليون مسافر خلال العقد الماضي، مع فقدان 10 أرواح فقط  ). وخلص التقرير إلى أن سميث لم يفعل سوى "ما كان سيفعله رجال مهرة آخرون في نفس الموقف". ومع ذلك، كانت الممارسة نفسها خاطئة، و"نأمل ألا يكون هذا آخر ما سمعنا عنه. فما كان خطأً في قضية تيتانيك سيكون بلا شك إهمالاً في أي قضية مماثلة في المستقبل." 
وقد أدت توصيات التقرير، إلى جانب توصيات التحقيق السابق الذي أجراه مجلس الشيوخ الأميركي في الشهر الذي تلا غرق السفينة، إلى تغييرات في ممارسات السلامة.

## ردود الفعل
لاقى التقرير استحسان كبير من الصحافة البريطانية. وعلقت صحيفة ديلي تلغراف قائلةً: "مع أن التقرير ليس من الناحية الفنية الكلمة الفصل، إلا أنه عمليًا سيُعامل على الأرجح كما لو كان كذلك". ورأت صحيفة ديلي ميل أنه "من الصعب افتراض أن أي محكمة تُكلف بالتحقيق في مسؤولية مالكي السفينة ستتجاهل رأي اللورد ميرسي ومن جلسوا معه ... وبما أن التقرير قد برّأهم من كل اللوم، فمن غير المرجح أن تُبذل أي محاولة لإثبات العكس لاحقًا".
كان آخرون أكثر انتقادًا. ففي مذكراته، أشار تشارلز لايتولر إلى تضارب المصالح في التحقيق: "لن يفيد غسل الغسيل القذر أحدًا. لقد أقرّ مجلس التجارة بأن تلك السفينة صالحة للإبحار من جميع النواحي ... والآن يُجري مجلس التجارة تحقيق في فقدان تلك السفينة - ومن هنا جاءت عملية التبرئة." ويشير مؤرخ التيتانيك، دونالد لينش، إلى العواقب: "بصرف النظر عن حماية نفسه، لم يكن [مجلس التجارة] مهتمًا برؤية شركة وايت ستار لاين تُدان بالإهمال. أي ضرر يلحق بسمعة وايت ستار أو ميزانيتها العمومية سيكون سيئ على الشحن البريطاني - وهناك احتمال كبير لكليهما. قد يُمهد إهمال شركة الشحن الطريق لملايين الدولارات من مطالبات التعويض والدعاوى القضائية التي من شأنها أن تُعيق المحاكم لسنوات، وربما تُدمر شركة وايت ستار لاين، وتؤدي إلى خسارة جزء كبير من حركة الشحن البريطانية المربحة لصالح الألمان والفرنسيين."
تشير ستيفاني باركزوسكي إلى التباين بين نهجي التحقيقين الأمريكي والبريطاني. كان التحقيق البريطاني أكثر تخصصًا، "الأكثر علمًا وثقافةً"، بينما كان تقرير التحقيق الأمريكي انعكاسًا لتحقيقٍ أدارته إدارةً سيئةً نسبيًا، وكثيرًا ما سمح لنفسه بالانحراف عن مساره. مع ذلك، اتخذ التقرير الأمريكي موقفًا أكثر حزمًا تجاه الإخفاقات التي أدت إلى الكارثة. وكما يقول باركزوسكي، فإنه "يمتلئ بانتقاداتٍ للتقاليد البحرية الراسخة ولسلوك ' تيتانيك ومالكيها وضباطها وطاقمها"، ويُعبّر عن "سخطٍ مُبرر" و"شغفٍ بتصحيح الأخطاء" التي لحقت بضحايا الكارثة ومنع تكرارها. وقد تبنى مؤلفو التقريرين تفسيراتٍ مختلفةً بشكلٍ ملحوظٍ لكيفية وقوع الكارثة. فقد انتقد التقرير الأمريكي الغطرسة والرضا عن النفس اللذين أديا إلى الكارثة، وحمّل الكابتن سميث وقطاع الشحن ومجلس التجارة مسؤولية إخفاقاتهم. وأكد التقرير البريطاني أن "أهمية هذا التحقيق تتعلق بالمستقبل. ولا يمكن لأي تحقيق أن يصلح الماضي".

## الملاحظات
1. ↑  Ward 2012، صفحات vi–vii.
2. ↑  "British Wreck Commissioner's Inquiry". Titanic Inquiry Project. مؤرشف من الأصل في 2025-06-28. اطلع عليه بتاريخ 2012-04-15.
3. 1 2  "TIP | British Wreck Commissioner's Inquiry | Questions as Presented to the Wreck Commissioner". www.titanicinquiry.org. مؤرشف من الأصل في 2025-06-17. اطلع عليه بتاريخ 2025-08-03.
4. 1 2  Eaton & Haas 1994، صفحة 114.
5. ↑  Butler 1998، صفحة 192.
6. 1 2  "British Wreck Commissioner's Inquiry: List of Counsel Present". Titanic Inquiry Project. مؤرشف من الأصل في 2025-06-17. اطلع عليه بتاريخ 2012-04-15.
7. ↑  "TIP | British Wreck Commissioner's Inquiry | Day 7 | Testimony of Herbert Stone, cont". www.titanicinquiry.org. مؤرشف من الأصل في 2025-06-17. اطلع عليه بتاريخ 2023-06-27.
8. ↑  "British Titanic inquiry plan on display in Belfast". BBC News Northern Ireland. 21 أبريل 2011. مؤرشف من الأصل في 2024-07-02. اطلع عليه بتاريخ 2012-04-15.
9. 1 2 3  Butler 1998، صفحة 194.
10. ↑  "British Wreck Commissioner's Inquiry: Testimony of Charles Lightoller". Titanic Inquiry Project. مؤرشف من الأصل في 2012-04-15. اطلع عليه بتاريخ 2012-04-15.
11. ↑  "British Wreck Commissioner's Inquiry: Testimony of Frederick Fleet". Titanic Inquiry Project. مؤرشف من الأصل في 2012-04-13. اطلع عليه بتاريخ 2012-04-15.
12. ↑  "British Wreck Commissioner's Inquiry: Testimony of Harold Bride". Titanic Inquiry Project. مؤرشف من الأصل في 2012-04-15. اطلع عليه بتاريخ 2012-04-15.
13. ↑  "British Wreck Commissioner's Inquiry: Testimony of Charles Joughin". Titanic Inquiry Project. مؤرشف من الأصل في 2017-09-21. اطلع عليه بتاريخ 2012-04-15.
14. ↑  "British Wreck Commissioner's Inquiry: Testimony of Harold Cottam". Titanic Inquiry Project. مؤرشف من الأصل في 2012-05-20. اطلع عليه بتاريخ 2012-04-15.
15. ↑  "British Wreck Commissioner's Inquiry: Testimony of Stanley Lord". Titanic Inquiry Project. مؤرشف من الأصل في 2012-05-08. اطلع عليه بتاريخ 2012-04-15.
16. ↑  "British Wreck Commissioner's Inquiry: Testimony of Arthur Rostron". Titanic Inquiry Project. مؤرشف من الأصل في 2012-03-26. اطلع عليه بتاريخ 2012-04-15.
17. ↑  "British Wreck Commissioner's Inquiry: Testimony of Joseph Barlow Ranson". Titanic Inquiry Project. مؤرشف من الأصل في 2012-05-21. اطلع عليه بتاريخ 2012-04-15.
18. ↑  "British Wreck Commissioner's Inquiry: Testimony of Guglielmo Marconi". Titanic Inquiry Project. مؤرشف من الأصل في 2012-05-21. اطلع عليه بتاريخ 2012-04-15.
19. ↑  "British Wreck Commissioner's Inquiry: Testimony of Ernest Shackleton". Titanic Inquiry Project. مؤرشف من الأصل في 2012-05-20. اطلع عليه بتاريخ 2012-04-15.
20. ↑  "British Wreck Commissioner's Inquiry: Testimony of Harold Sanderson". Titanic Inquiry Project. مؤرشف من الأصل في 2012-03-26. اطلع عليه بتاريخ 2012-04-15.
21. ↑  "British Wreck Commissioner's Inquiry: Testimony of J. Bruce Ismay". Titanic Inquiry Project. مؤرشف من الأصل في 2012-05-20. اطلع عليه بتاريخ 2012-04-15.
22. ↑  "British Wreck Commissioner's Inquiry: Testimony of Charles Bartlett". Titanic Inquiry Project. مؤرشف من الأصل في 2012-05-20. اطلع عليه بتاريخ 2012-04-15.
23. ↑  "British Wreck Commissioner's Inquiry: Testimony of Alexander Carlisle". Titanic Inquiry Project. مؤرشف من الأصل في 2012-03-13. اطلع عليه بتاريخ 2012-04-15.
24. ↑  "British Wreck Commissioner's Inquiry: Testimony of Cosmo Duff Gordon". Titanic Inquiry Project. مؤرشف من الأصل في 2012-05-20. اطلع عليه بتاريخ 2012-04-15.
25. ↑  Lynch 1998، صفحة 183.
26. ↑  "TIP | Wreck Commissioner's Inquiry | Index of Witnesses". www.titanicinquiry.org. مؤرشف من الأصل في 2025-07-21. اطلع عليه بتاريخ 2025-08-02.
27. ↑  "TIP | Wreck Commissioner's Inquiry | Index of Witnesses". www.titanicinquiry.org. مؤرشف من الأصل في 2025-02-12. اطلع عليه بتاريخ 2025-08-02.
28. 1 2  "British Wreck Commissioner's Inquiry: Report on the Loss of the "Titanic." (s.s.)". Titanic Inquiry Project. مؤرشف من الأصل في 22 أغسطس 2014. اطلع عليه بتاريخ 15 أبريل 2012.
29. ↑  Butler 1998، صفحة 196.
30. ↑  Butler 1998، صفحات 195–6.
31. 1 2  Lynch 1998، صفحة 189.
32. 1 2  Eaton & Haas 1994، صفحة 265.
33. 1 2  Barczewski 2011، صفحة 70.
34. ↑  Lynch 1998، صفحة 182.
35. ↑  Barczewski 2011، صفحات 70–1.

## الفهرس
قراءة إضافية
- تتوفر نصوص كاملة للتحقيق والتقرير في لجنة التحقيق البريطانية لحطام السفن (مشروع التحقيق في تيتانيك ) نسخة محفوظة 21 October 2012 على موقع واي باك مشين.
- ميرسي، لورد (1999) [1912]. فقدان تيتانيك، 1912. مكتب القرطاسية. رقم ISBN 978-0-11-702403-8
- الفصل الثالث («مارس حسك السليم») من قصة تيتانيك: خيارات صعبة وقرارات خطيرة (ستيفن كوكس، 1999)
- تتضمن ملاحظات حول الحياة والرسائل بقلم جوزيف كونراد مقالاً ("جوانب معينة من التحقيق المثير للإعجاب في فقدان تيتانيك ") حول التحقيقات (ويكي مصدر)

## روابط خارجية
- SOS تيتانيك، تفاصيل دراما تلفزيونية حول التحقيق (بي بي سي)